# 布制神社

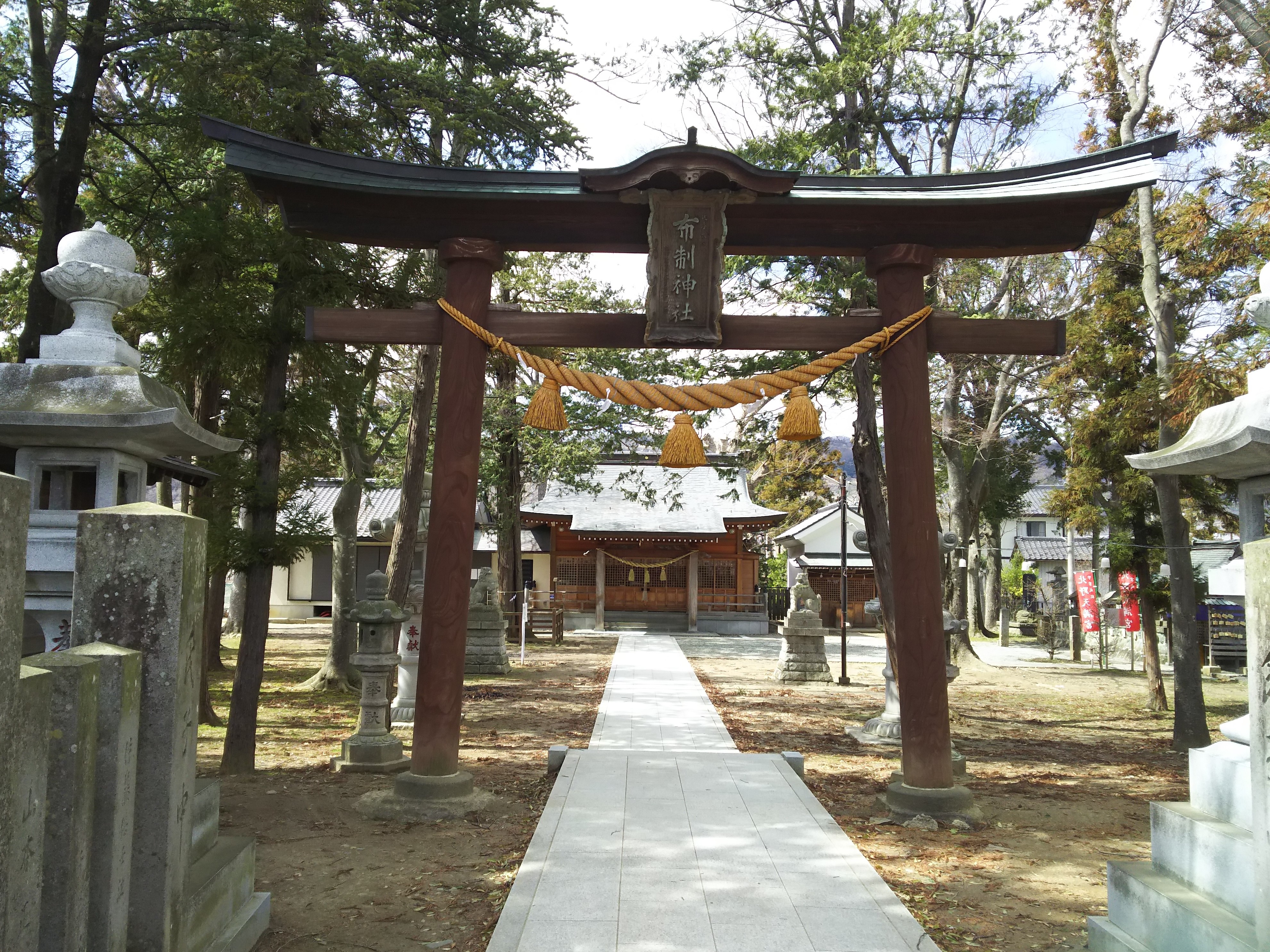
布制神社

布制神社(ふせじんじゃ)は、長野県長野市篠ノ井布施五明下六反に鎮座している神社。
祭神は大彦命であり、配神に豊受比売大神、健御名方命、矢坂斗女命である。境内には幣殿の他、神輿殿や祠、北野天満宮の御神霊等も祀られている。

## 鎮座地
長野県長野市篠ノ井布施五明235番地

## 概要
大彦命を祭神とする神である。創建時期は古く、日本最古の官社名を記した書である「延喜式神名張」(927年)にも記載されているが正確な創建年代はわかっていない。
以前の社殿は善光寺地震により崩壊後、嘉永4年(1851年)に再建されたものであったが、老朽化によって150年後の平成15年(2003年)の9月に全面改築が行われ現在の社殿となった。
社殿の最奥には文化六年(1809年)に造営された一間社流造で花鳥風月の彫刻が多く施された本殿が安置されている。
・布施本荘は当社の荘園名だったとされている。
・江戸時代の末頃に川柳将軍塚古墳を地域の若者達が盗掘を試みた。しかし埋蔵物の多さに仰天して松代藩に届け出ることとした。発掘品は当社に納めるようにとの松代藩の裁定に従い、当社の宝物として保管された。後に一部は長野市立博物館に移された。

## その他の社殿
同境内には神輿殿、天王社(津島社)、養蚕社、秋葉社、金毘羅社、皇太神宮、山ノ神社、天満宮、飯綱社、太郎社、侍従社、の祠、北野天満宮の社が存在する。

### 神輿殿
大正3年(1914年)に布施村が町制を施行し、篠ノ井町になったことを記念して始まった祇園祭の際に使用される宮型神輿が納められている。
祇園祭は7月の最終土・日曜日に行われ、その1週間前の日曜日には同境内に祀られている天王社(津島社)の御神体を神輿に乗せ篠ノ井駅通りに設けられた仮宮に遷座安置する儀式「天王下し」が行われ、最終日には「天王上げ」の神事が執り行われ、神輿殿に納められる。

### 天王社(津島社)
祭神は素戔嗚命である。

### 養蚕社
祭神は保食神である。

### 秋葉社
祭神は火之迦具土神(火産神)である。

### 金毘羅社
祭神は大己貴命(大穴牟遅命・大国主命)である。

### 皇太神宮
祭神は天照大神である。

### 山ノ神社
祭神は大山津見神である。

### 天満宮
祭神は菅原道真公である。

### 飯綱社
祭神は豊受大神(豊宇気毘売神)である。

### 太郎社
祭神は大宜都比売神である。

### 侍従社
祭神は侍従大神である。

### 北野天満宮幣殿
京都府上京区に鎮座する北野天満宮の御神霊を平成15年(2003年)9月5日に御分霊し、祀られている。

## アクセス
JR東日本・しなの鉄道篠ノ井駅から徒歩10分弱